# Nový Dvůr (Olomouc)
Nový Dvůr is een klein Moravisch dorp en basis-residentie-eenheid in de Tsjechische stad Olomouc. Nový Dvůr telt 69 inwoners (2021). Nový Dvůr ligt in het stadsdeel en kadastrale gemeente Holice.

## Aanliggende (kadastrale) gemeenten
| Aanliggende (kadastrale) gemeenten1, 2 | Aanliggende (kadastrale) gemeenten1, 2 | Aanliggende (kadastrale) gemeenten1, 2 | Aanliggende (kadastrale) gemeenten1, 2 | Aanliggende (kadastrale) gemeenten1, 2 |
| -------------------------------------- | -------------------------------------- | -------------------------------------- | -------------------------------------- | -------------------------------------- |
| Nové Sady                              |                                        | Holice (Městský dvůr)                  |                                        | Holice (Holice) Holice (Týnecká)       |
|                                        |                                        |                                        |                                        |                                        |
| Nemilany                               |                                        |                                        |                                        |                                        |
|                                        |                                        |                                        |                                        |                                        |
| Kožušany-Tážaly                        |                                        |                                        |                                        | Velký Týnec                            |

1 Cursief geschreven namen zijn andere kadastrale gemeenten binnen de stad Olomouc.

2 Tussen haakjes staan de namen van andere basis-residentie-eenheden binnen de kadastrale gemeente Holice.